# تلمبه مستضعفین ۲
تلمبه مستضعفین ۲ یک منطقهٔ مسکونی در ایران است که در دهستان قناتغستان واقع شده‌است.